# Nery Veloso
Nery Veloso, född 1 mars, 1987 i Los Ángeles, är en chilensk fotbollsmålvakt från den chilenska klubben Huachipato.
Veloso spelade i Huachipatos ungdomsled tills han 2006 blev uppkallad till A-laget. 2007 gjorde han sitt första framträdande för klubben, i en match mot Melipilla, och idag är han lagets ordinarie målvakt. Under slutet av sin debutsäsong belönade ANFP honom för Bästa Målvakt.
Veloso fanns med i den chilenska truppen under U20-VM, dock blev det inget spel för Veloso som gång efter gång sattes som reserv till Cristopher Toselli.
Trots noll speltid under U20-VM har Velosos talang inte förbisetts av förbundskaptenen Marcelo Bielsa som har kallat upp den nu 22-åriga målvakten till landslaget vid ett par tillfällen. 4 november 2009 gjorde Veloso sitt allra första framträdande för Chile under en träningsmatch mot Paraguay.